# Nicolas Cochin
Pour les articles homonymes, voir Cochin.
Nicolas Cochin (1610 à Troyes - 1686 à Paris) est un dessinateur et graveur français du XVIIe siècle.

## Biographie
Nicolas Cochin est baptisé à Troyes le 18 octobre 1610, il est le fils du peintre Noël Cochin et d'Elizabeth Geoffroy et a pour parrain l'imprimeur Nicolas Oudot. 
Il quitte sa ville natale pour Paris après 1635,

, date à laquelle naît à Troyes sa première fille. Domicilié dans la capitale en 1638 rue de la Cossonnerie, paroisse St Eustache, il est mentionné cour d'Albret en 1650.

## Carrière
Nicolas Cochin a beaucoup imité et copié Jacques Callot mais choisit comme modèle Stefano Della Bella, dont il grave plusieurs dessins. Comme ces deux artistes, il excelle dans le staffage, groupant les figures et leur donnant des animations vivantes.
Il se spécialise dans la topographie, notamment sur des sujets de guerre. Il grave plusieurs centaines de sujets, dont les plus importants sont ceux qui sont destinés aux Glorieuses conquêtes de Louis le Grand, un ouvrage également appelé Grand Beaulieu et publié en plusieurs volumes entre 1676 et 1698,. Les estampes les plus remarquables sont celles de la série Siège d'Arras, composée de seize pièces gravées par Cochin et Frosne.
Il a aussi réalisé de nombreuses gravures de petit format, principalement des sujets religieux ou des paysages, dont certaines étaient destinées au cardinal Mazarin. Ses gravures signées « N. Cochin » sont souvent confondues avec celles de son demi-frère, Noël Cochin.
Il meurt à Paris en 1686.

## Œuvre
Nicolas Cochin est « le meilleur graveur qu'ait connu Troyes. Son dessin est ferme et ses gravures sont fines et délicates ». Ses plaques sont signées de son nom complet ou de ses initiales, ou encore d'un monogramme.
Dans Graveurs Troyens, Corrard de Bréban donne en 1868 une liste des œuvres de Cochin, parmi lesquelles les plus notables sont :
- La Vie de la Vierge, d'après Albrecht Dürer (série de 18 estampes)
- Le Mariage à Cana, d'après Paolo Veronese
- Le Miracle du Loaves, d'après Devos
- La Parabole de l'Enfant Prodigue, d'après Audran (série de 4 estampes)
- Le Christ portant la croix, d'après Jacques Callot
- L'Ascension de la Vierge, d'après Jacques Callot
- La Passion (série de 12 estampes)
- La Conversion de Saint Paul
- La Procession de Sainte Geneviève en 1652 ("composition extrêmement curieuse")
- L'Arrivée de Louis XIV et de sa Reine à Paris en 1660 ("une œuvre énorme composée de plusieurs plaques")
- L'Arrivée de la Reine de Suède, 1658
- La Foire de Guibray, d'après F. Chancel, 1658
- Portrait de Boutmie, l'orfèvre ("rare et très estimée")
- Vue de Tournay, d'après Van der Meulen, sur deux feuilles

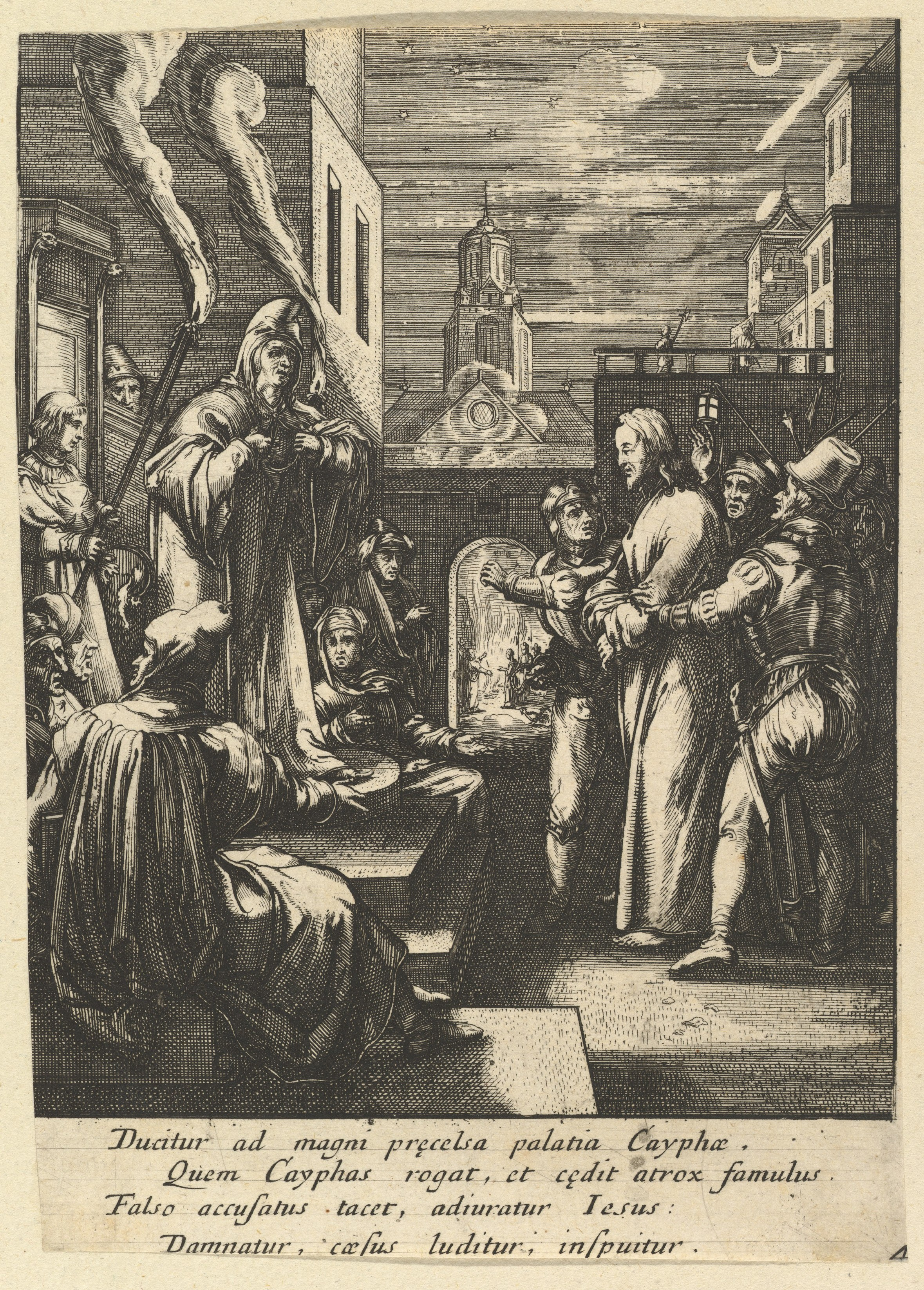
Le Christ devant Caïphe, d'après Hendrik Goltzius.
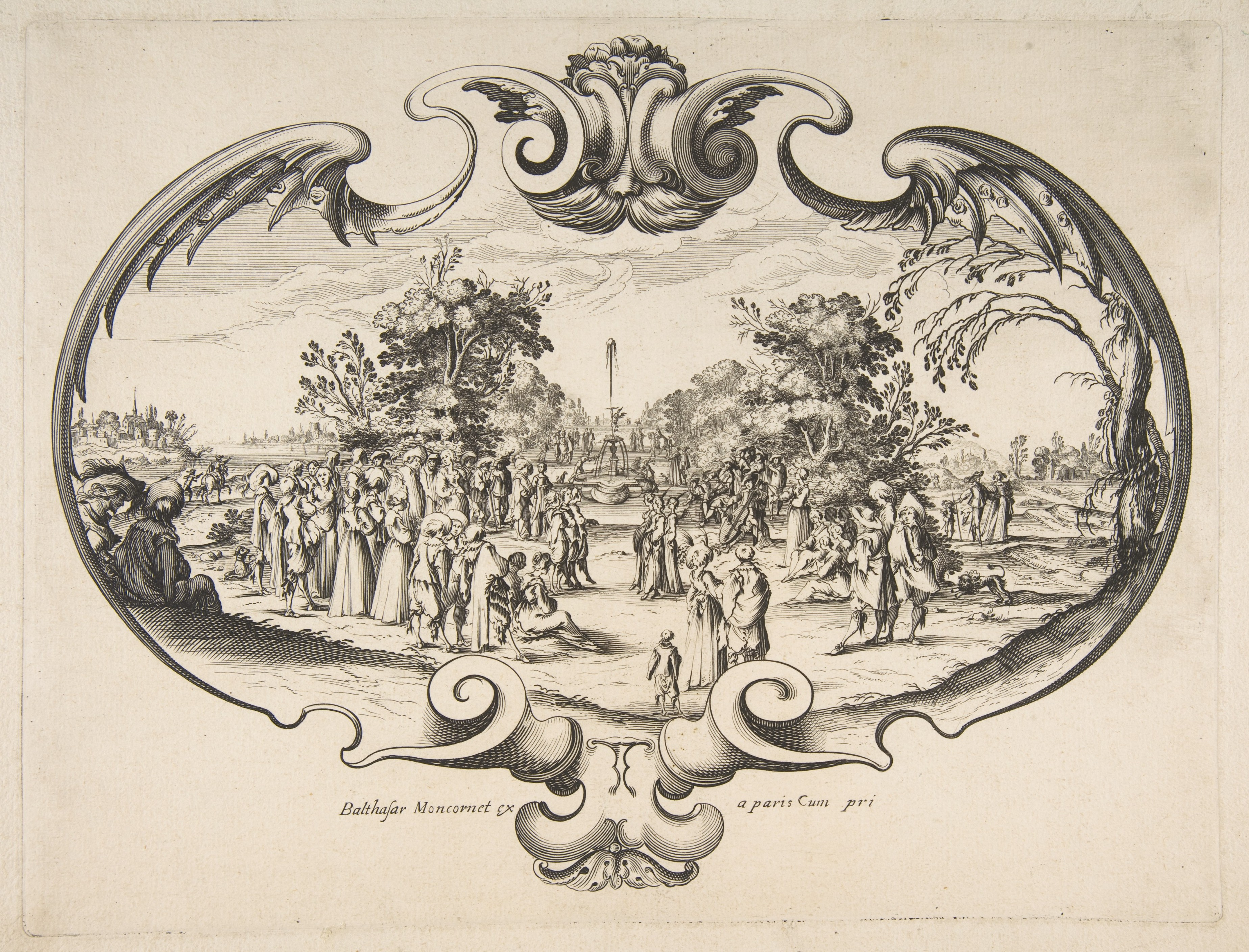
Éventail avec des figures dans un jardin, d'après Stefano Della Bella.
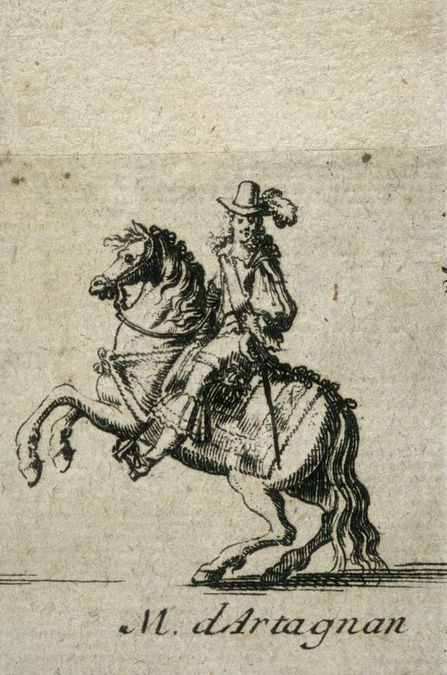
Chevau-légers [sic] de la garde ordinaire du Roi.